# Stilbopteryx napoleo
Stilbopteryx napoleo is een insect uit de familie van de mierenleeuwen (Myrmeleontidae), die tot de orde netvleugeligen (Neuroptera) behoort. 
Stilbopteryx napoleo is voor het eerst wetenschappelijk beschreven door Lefèbvre in 1842.